# Druiprek

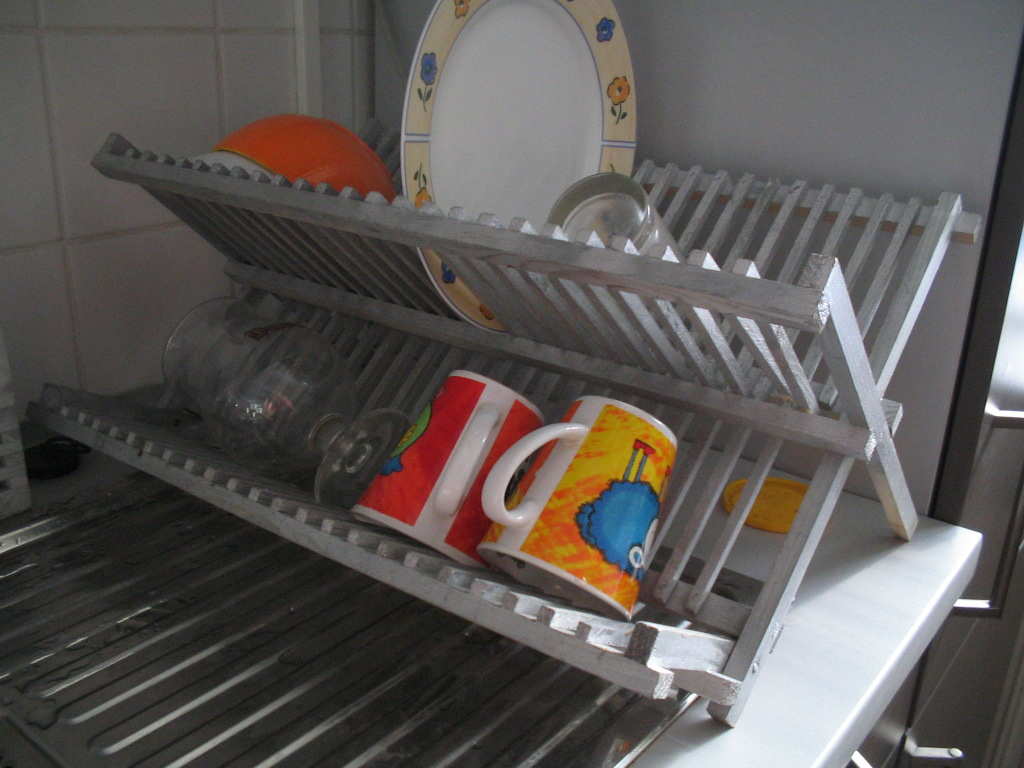
Houten droogrek voor borden en glazen

Een druiprek of afdruiprek is een hulpmiddel bij de afwas. Het afgewassen serviesgoed en bestek, en de afgewassen pannen kunnen op een rekje worden neergezet, zodat deze voorwerpen kunnen opdrogen en kunnen worden weggezet, eventueel na verder te zijn afgedroogd met een theedoek.
Het druiprek is meestal van plastic, maar ook houten en metalen exemplaren komen voor. Het bestaat doorgaans uit twee losse onderdelen: het eigenlijke rek, soms opklapbaar, met diverse vakjes voor bestek en plaatsingsmogelijkheden voor borden en schalen; en eventueel nog daaronder een vlakke plaat met opstaande randen om het afdruipende water op te vangen, zodat dit niet op het aanrecht wegloopt.
Bij plastic rekjes kan er na verloop van tijd sprake zijn van een behoorlijke kalkaanslag op de beide onderdelen van het druiprek. Door alle randjes, kiertjes en richeltjes is dat tamelijk lastig te verwijderen. Bij houten rekjes kunnen na verloop van tijd de spijlen loslaten door de inwerking van het water.